# ديكر مخطط الظهر
ديكر مخطط الظهر أو ديكر الزرد (الاسم العلمي: Cephalophus zebra) ظبي صغير من جنس الديكر وجد في المقام الأول في ليبيريا، ساحل العاج، سيراليون، وأحيانًا في غينيا.

## اقرأ كذلك
- قائمة مزدوجات الأصابع حسب العدد